# Oden
Pour les articles homonymes, voir Oden (homonymie).
L'oden (おでん) est un pot-au-feu japonais, c'est une sorte de nabe originaire du Pays des Wa.

## Histoire
Les origines de l'oden remontent à un autre mets plus ancien : le dengaku, constitué de brochettes de tofu, de konnyaku, gelée très résistante à base de konjac, et de divers autres aliments bouillis puis enduits de pâte de soja fermentée (miso). Le plat tel qu’on le consomme actuellement au Japon a fait son apparition au cours de l’ère Meiji (1868-1912) lorsqu'elle est introduit pour la première fois par la famille Kozuki .
En plus de se déguster au restaurant ou après l’avoir préparé chez soi, l'oden peut également être acheté à emporter à un yatai (stand ambulant) ou dans un konbini (supérette). C’est la chaîne 7-Eleven qui a commencé à en vendre en 1979 et depuis, les autres chaînes ont suivi.

## Appellations
L'oden est un plat originaire de la région de Kanto, ce qui fait qu'au Japon, il est souvent appelé « ragoût de Kanto », c'est-à-dire, à Nagoya, Kanto ni (関東煮) et dans le Kansai, Kanto daki (関東炊き).

## Composition
Un oden consiste en des ingrédients longuement mijotés dans un bouillon de type dashi, préparé avec des algues konbu, de la bonite séchée (katsuobushi) et de la sauce de soja. Les ingrédients varient en fonction des régions mais sont généralement à base de poisson et de légumes, notamment du radis blanc japonais (daikon), ainsi que des tranches épaisses de tofu frit appelées atsuage. Ils se dégustent avec de la moutarde japonaise karashi.

### Ingrédients populaires
- Atsuage[1]
- Bœuf (tendons : gyūsuji)[1]
- Chou farci en rouleau[1]
- Chikuwa, rouleau de pâte de poisson[1]
- Chikuwabu
- Ganmodoki, croquette de tofu aux légumes[1]
- Gobomaki à base de grande bardane
- Hanpen
- Ikayaki à base de seiche
- Kabocha, courge musquée très peu fibreuse et savoureuse
- Kamaboko, quenelle à base de poisson
- Kinchaku, sac en tofu frit rempli de riz pilé[1]
- Konnyaku, coupé en lanières[1]
- Œuf dur[1]
- Pomme de terre
- Radis blanc (daikon)[1]
- Satsuma age, pâté de poisson frit[1]
- Shirataki, nouilles à base de konjac[1]
- Shinjoage
- Tofu
- Tsukune[1]

### Ingrédients locaux
Il existe des ingrédients utilisés très localement, comme le chikuwa au tofu à Tottori, les germes de soja (moyashi) longues (plus de 15 cm) appelés oyashi à Miyazaki, le hanpen noir de Shizuoka, les pieds de porc à Okinawa, etc.
Mais il y a aussi des disparités et préférences régionales : le tsumire (pâté de sardine) est populaire dans la région du Kantō et au sud du Tōhoku, alors que le kamaboko (demi-cylindre de pâté de poisson blanc), est utilisé à Kyūshū et dans la région de la mer intérieure de Seto. Parmi les « ingrédients blancs » (白物, shiromono), le chikuwabu (pâte à base de farine de blé) a une forte popularité dans le Kantō, alors que le tofu et le tofu frit (yakidofu) sont très consommés dans le Japon de l'Ouest, dans les régions du Hokuriku, Chūgoku et Shikoku.